# Jozef Vaško
Jozef Vaško (13. února 1930 – 1961?) byl slovenský fotbalový brankář. Jeho bratr Július Vaško byl také prvoligovým fotbalistou.

## Hráčská kariéra
V československé lize chytal za Dynamo ČSD Košice, aniž by skóroval.

### Prvoligová bilance
| Ročník             | Zápasy | Góly | Minuty | Nuly | Klub              |
| ------------------ | ------ | ---- | ------ | ---- | ----------------- |
| I. liga 1951       | –      | 0    | –      | –    | Dynamo ČSD Košice |
| I. liga 1952       | –      | 0    | –      | –    | Dynamo ČSD Košice |
| CELKEM I. ČS. LIGA | –      | 0    | –      | –    |                   |